# Джон Бакон (футболіст)
 Джон Бакон (англ. John Bacon, 23 березня 1973, Дублін) — ірландський футболіст, який грав на позиції нападника у низці ірландських клубів та молодіжній збірній Ірландії.

## Клубна кар'єра
Джон Бакон розпочав виступи на футбольних полях у складі лондонського «Арсеналу» в 1989 році, проте виступав виключно за молодіжну команду, й у першій команді клубу так і не зіграв. У січні 1992 року англійський клуб віддав ірландського нападника в оренду на батьківщину до клубу «Шемрок Роверс». Пізніше в січні 1993 року лондонський клуб віддав гравця в оренду до іншої команди ірландської ліги «Деррі Сіті».
У липні 1993 року Бакон вже на умовах постійного контракту вдруге за кар'єру став гравцем клубу «Шемрок Роверс». У 1995 році футболіст перейшов до іншого ірландського клубу «Сент-Джеймс Гейт». З 1996 до 1997 року Джон Бакон грав у складі північноірландського клубу «Ардс», після чого завершив виступи на футбольних полях.

## Виступи за збірні
У 1988 році Джон Бакон зіграв 2 матчі у складі юнацької збірної Ірландії віком гравців до 16 років. У 1991 році футболіст у складі молодіжної збірної Ірландії грав на молодіжному чемпіонаті світу, виступав у складі молодіжної збірної до 1993 року.